# Жебри-Худек
Жебри-Худек (пол. Żebry-Chudek) — село в Польщі, у гміні Ольшево-Борки Остроленцького повіту Мазовецького воєводства.
Населення — 202 особи (2011).
У 1975-1998 роках село належало до Остроленцького воєводства.

## Демографія
Демографічна структура станом на 31 березня 2011 року:
|          | Загалом | Допрацездатний вік | Працездатний вік | Постпрацездатний вік |
| -------- | ------- | ------------------ | ---------------- | -------------------- |
| Чоловіки | 107     | 22                 | 75               | 10                   |
| Жінки    | 95      | 27                 | 53               | 15                   |
| Разом    | 202     | 49                 | 128              | 25                   |